# Diamphipnoidae
Diamphipnoidae är en familj av bäcksländor. Diamphipnoidae ingår i överfamiljen Eusthenioidea, ordningen bäcksländor, klassen egentliga insekter, fylumet leddjur och riket djur. Enligt Catalogue of Life omfattar familjen Diamphipnoidae 6 arter. 
Kladogram enligt Catalogue of Life:
| Diamphipnoidae | \| \| Diamphipnoa \| \| \| \| \| \| Diamphipnopsis \| \| \| \| |
|                | \| \| Diamphipnoa \| \| \| \| \| \| Diamphipnopsis \| \| \| \| |
|                | Eustheniidae                                                   |
|                |                                                                |
|                | Diamphipnoa                                                    |
|                |                                                                |
|                | Diamphipnopsis                                                 |
|                |                                                                |

|  | Diamphipnoa    |
|  |                |
|  | Diamphipnopsis |
|  |                |